# Colle della Vaccera
Il Colle della Vaccera (1461 m s.l.m.) è un valico delle Alpi Cozie che mette in comunicazione il comune di Angrogna in val Pellice con quello di Pramollo in val Chisone.

## Caratteristiche

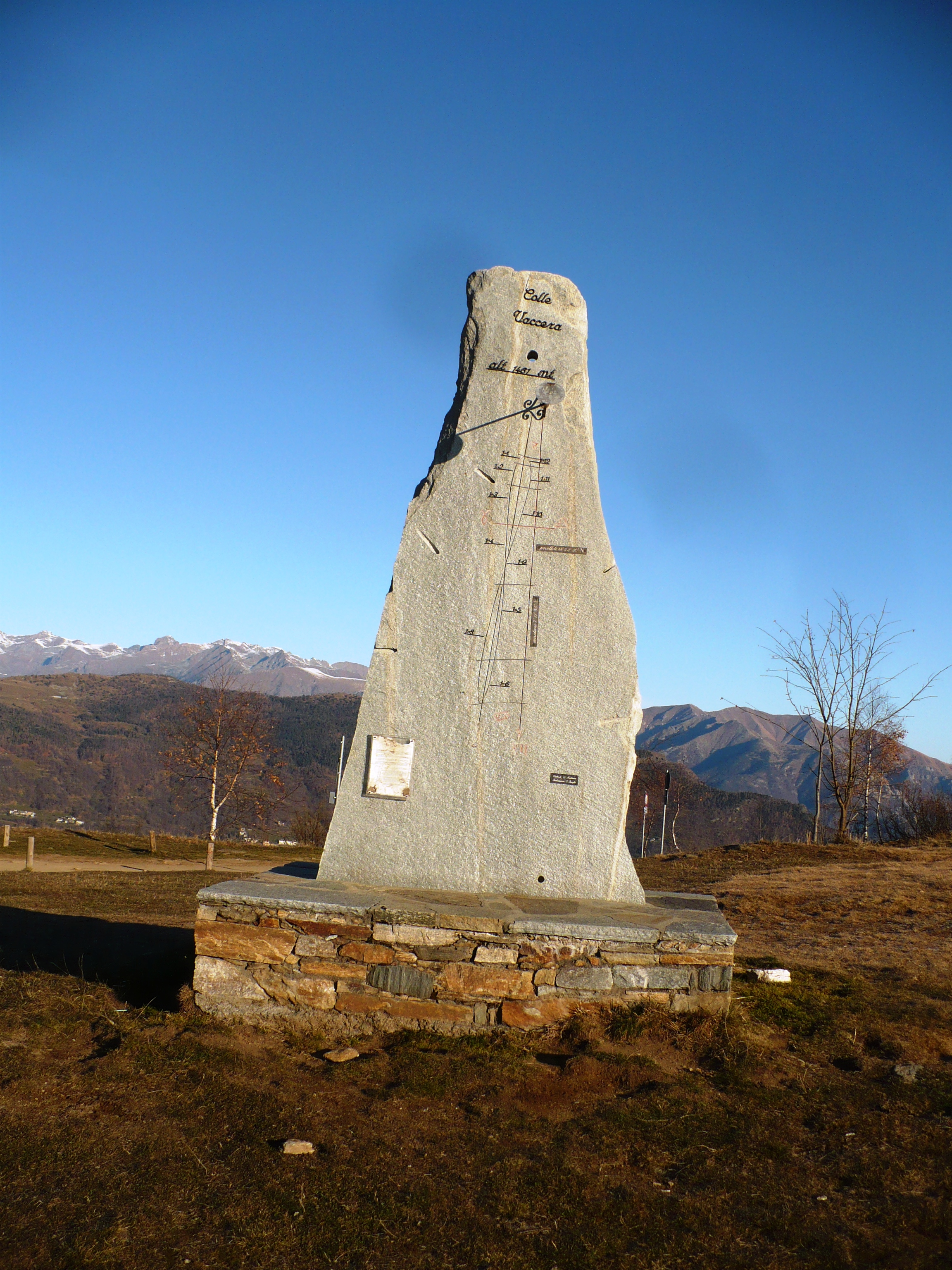
La meridiana nei pressi del colle

Il valico si trova tra il monte Servin (1.756 m) e il Monte Castelletto (1.512 m). La cresta che passa per il monte Castelletto si abbassa poi verso Prarostino; l'altra, dopo il monte Servin, sale al Grand Truc (2.366 m). Nei pressi del colle vi sono un rifugio e un agriturismo.
Presso il colle opera dal 2007 una stazione ornitologica per lo studio della migrazione autunnale  gestita dal GPSO nell'ambito del Progetto Alpi  Archiviato il 23 settembre 2016 in Internet Archive.

## Accessi
Si può salire al colle da due versanti. Passando dalla val Pellice, dopo l'abitato di Luserna San Giovanni e prima di quello di Torre Pellice si prende a destra verso la Valle d'Angrogna e la si segue fino al parcheggio in prossimità di un rifugio.
La salita, interamente in asfalto e dalle pendenze regolari, è frequentata tutto l'anno dai cicloamatori. Lunga 19,4 km, ha un dislivello di 1.048 m con una pendenza media del 5,4%.
Dalla val Chisone, giunti a San Germano Chisone si prosegue seguendo le indicazioni per Pramollo fino ad arrivare alla Frazione Rue. Attraversato il ponte sulla sinistra si seguono le indicazioni per la Vaccera. I primi 5 km, piuttosto impegnativi, sono tutti in asfalto mentre nei restanti 4 la strada è sterrata.